# Leidschendam-Voorburg
Leidschendam-Voorburg – gmina w Holandii w prowincji Holandia Południowa (Zuid Holland).

## Miasta partnerskie
- Hranice  Czechy
- Konstancin-Jeziorna  Polska
- Temecula  Stany Zjednoczone